# Portada/efemèride març 22
Carmen de Mairena
« 21 de març · 22 de març · 23 de març »